# 완벽한 융합

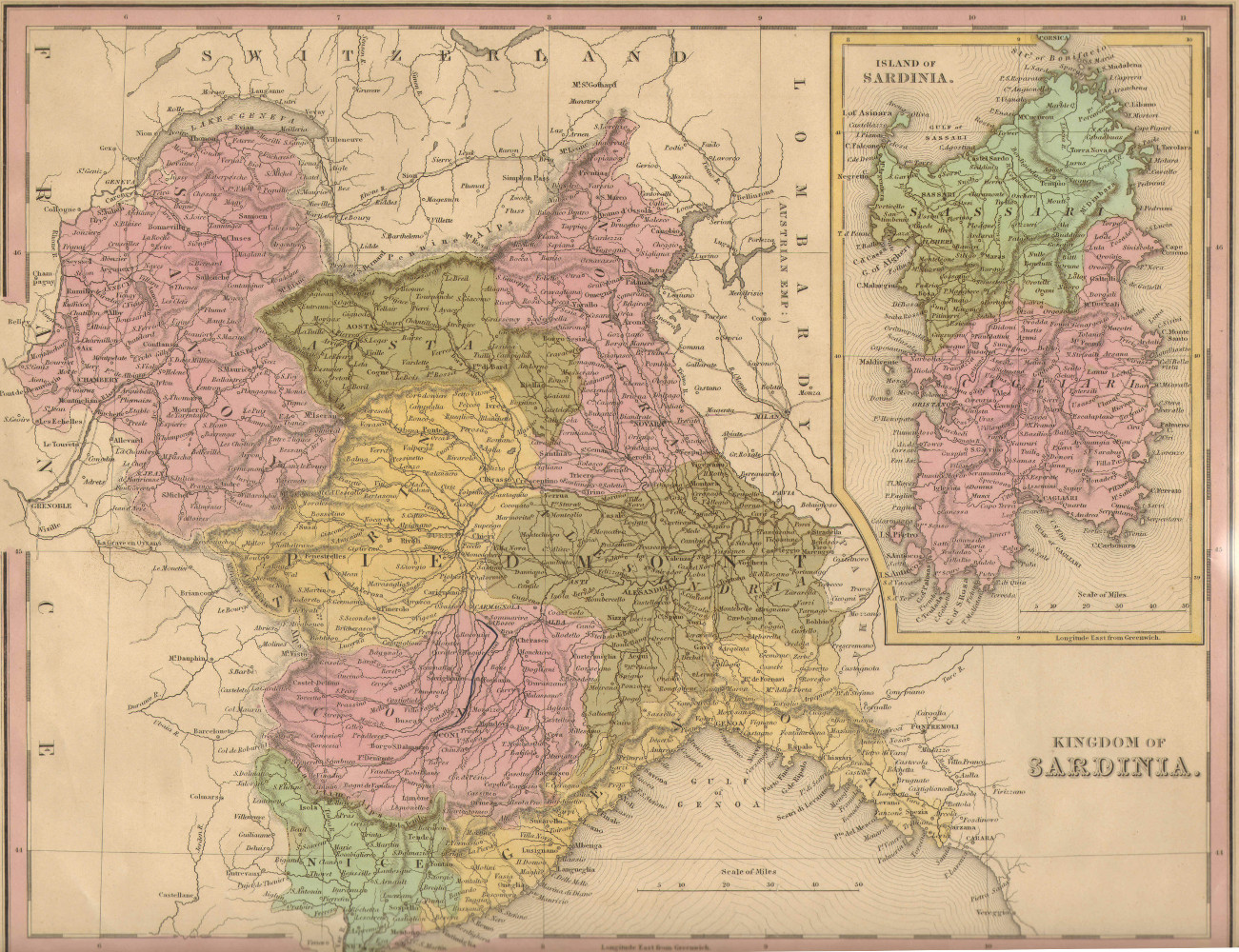
사르데냐 왕국은 본토 국가(Stati di Terraferma)와 사르데냐 섬(모서리에 표시됨)으로 구성되어 있다.

완벽한 융합(이탈리아어: Fusione perfetta)은 1847년 사보이 왕조의 사르데냐 국왕 카를로 알베르토가 사르데냐 왕국 내에서 본토 국가(사보이와 피에몬테)와 사르데냐 섬 사이의 행정적 차이를 철폐한 행위로, 1707년과 1716년 사이 카스티야 연합왕국과 아라곤 연합왕국 영역 간의 누에바 플란타 법령(Nueva Planta decrees) 및 그레이트브리튼 왕국과 아일랜드 간 1800년 연합 행위와 유사한 방식이다.

## 같이 보기
- 알프스산아래 의회
- 알프스산아래 원로원
- 대의회 (사르데냐 왕국)